# Свіфт (рід птахів)
Свіфт (Cypseloides) — рід серпокрильцеподібних птахів родини серпокрильцевих (Apodidae). Включає 8 видів. Поширені в Північній та Південній Америці.

## Види
- Свіфт плямистолобий (Cypseloides cherriei)
- Свіфт нікарагуанський (Cypseloides cryptus)
- Свіфт парагвайський (Cypseloides fumigatus)
- Свіфт білогрудий (Cypseloides lemosi)
- Свіфт аргентинський (Cypseloides rothschildi)
- Свіфт світлоголовий (Cypseloides senex)
- Свіфт гуєрерський (Cypseloides storeri)
- Свіфт західний (Cypseloides niger)